# Jadeitit
Jadeitit je dynamicky vznikající metamorfovaná hornina vynikající jemnou zrnitostí a proměnlivou, nejčastěji zelenou, šedou, bílou či růžovou barvou. Jedná se o kompaktní a celistvou, velmi tvrdou horninu tvořenou křemičitany sodíku a hliníku ze skupiny pyroxenů.

## Barvy
Čistý jadeitit má bílou barvu. Zbarvené odrůdy jsou však mnohem hojnější. Jadeitit mívá, pokud je průsvitný a zajímavě zbarvený, klenotnickou hodnotu. Nejžádanější jsou velmi vzácné šeříkově růžové odrůdy a smaragdově zelené a modrozelené jadeitity (typy kingfischer, quetztal, imperial). Zelená barva je způsobena přítomností železa a chromu.

## Složení
Jadeitit je tvořen sítí propletených, vláknitých krystalů jadeitu a tím dostává velmi pevnou mikroskopickou stavbu. Ta vzniká rekrystalizací v hloubkách 15 – 30 km a při poměrně nízké teplotě.

## Vznik
Jadeitit vzniká v subdukčních zónách spolu s čedičem přeměňujícím se na modrou břidlici, který obsahuje modrý amfibol (glaukofán) a lawsonit či epidot. Minerál jadeit byl rozpoznán v roce 1863 francouzským chemikem Augustinem Damourem, který analyzoval umělecký předmět o němž si myslel, že je tvořen nefritem. 

## Výskyt
Jadeitit sestává většinou převážně pouze z pyroxenového minerálu jadeitu a je těžen jako zdroj tohoto dekoračního kamene a drahokamu. Místy výskytu a těžby jsou Myanmar, Guatemala, Japonsko, Kazachstán a Pacifické pobřežní pásmo na západě Severní Ameriky.
Na Britských ostrovech bylo nalezeno více než 100 čepelí seker z jadeititu, jenž byl těžen v neolitu v severní Itálii. Vzhledem k náročnosti opracování tohoto materiálu se soudí, že všechny čepele tohoto typu nebyly užívány jako nástroj, ale reprezentují formu měny nebo byly předmětem směnného obchodu, či výměny darů.